# Ivory Divine
Ivory Divine [ˈaɪvəri dɪˈvaɪn]IPA je česká drag queen, vystupující profesionálně od roku 2019. Předtím se delší dobu věnovala vizážistickému oboru. Spolu s Dainou Divad, Lollou de Schampagne a Scheillou von Rosse se v roce 2020 stala členkou souboru Travestie Cabaret Brno se stálou scénou v brněnském klubu Cabaret des Péchés. Umělecké jméno přijala podle vlastního vyjádření z odstínu používaného make-upu a svého obdivu k antickým bohyním. Podle vlastního vyjádření je homosexuální, nikoli však transgender.
V roce 2023 vzbudilo širší pozornost účinkování Ivory Divine v rámci týdenního LGBT+ festivalu Brno Pride Week. Na ohlášené čtení queer pohádek dětem v Knihovně Jiřího Mahena přišla i řada odsuzujících až nenávistných reakcí. Jana Jochová z konzervativního spolku Aliance pro rodinu vyzvala brněnskou primátorku Markétu Vaňkovou a jihomoravského hejtmana Jana Grolicha k odebrání podpory této akci. Knihovna se proti kritice zprvu ohradila a později po dohodě s pořádajícími organizacemi Brno Pride Weeku došlo k přesunutí programu do Kina Art. Organizátoři uhájili bezpečnost akce s pomocí ochranky, ačkoli se před kinem srocovalo asi 20 odpůrců, mimo jiné z řad spolku Slušní lidé či PRO Jindřicha Rajchla. Ivory Divine pro zhruba 50 návštěvníků akce přečetla v princeznovském kostýmu pohádku Tango o dvou tučňácích.